# تعويض الشكل
تعويض الشكل (Morphallaxis) هو تجديد نسيج محدد في مجموعة متنوعة من الكائنات الحية نتيجة لفقدان أو موت النسيج الموجود.  اشتقت الكلمة من اللغة اليونانية allakt، التي تعني يتبادل.
المثال التقليدي على تعويض الشكل هو هيدرا اللاسعات، فعندما يتم قطع الحيوان إلى جزئين (عن طريق القطع النشط بمشرط جراحي مثلاً)، تشكل الأجزاء المتبقية المقطوعة اثنين من هيدرا يعملان بكامل طاقتيهما ومستقلين.  وتعد الميزة البارزة لتعويض الشكل هي أن أغلبية الأنسجة المُجددة تأتي من أنسجة موجودة بالفعل في الكائن الحي.  وهذا يعني أن الجزء الذي تم قطعه من الهيدرا يتشكل في صورة أصغر من الهيدرا الأصلية، ويكون في الحجم ذاته تقريبًا كالجزء الذي تم قطعه. ومن ثم، يحدث «تبادل» أنسجة.
أظهر الباحثان ويلسون وتشايلد عام 1930 تقريبًا أنه إذا تم تحويل الهيدرا إلى صورة اللب ومرت الخلايا غير المرتبطة عن طريق مصفاة ووُضعت هذه الخلايا فيما بعد في محلول مائي، ستستعيد هذه الخلايا في وقت صغير شكل الكائن الحي الأصلي مع ترتيب جميع الأنسجة المتميزة بصورة صحيحة.
يتم مقارنة تعويض الشكل في كثير من الأحيان مع تَجدد المَقْطوع، الذي تتميز بدرجة أكبر نسبيًا من الانتشار الخلوي.  ورغم أن التمايز الخليوي يكون نشيطًا في كلتا العمليتين، يحدث تجديد الأنسجة في تعويض الشكل غالبًا من إعادة التنظيم أو التبادل، بينما تأتي أغلبية الأنسجة المتجددة في تَجدد المَقْطوع من التمايز الخليوي.  لذا يمكن التفريق بين النوعين حسب الدرجة.